# Ceneri-basistunnel

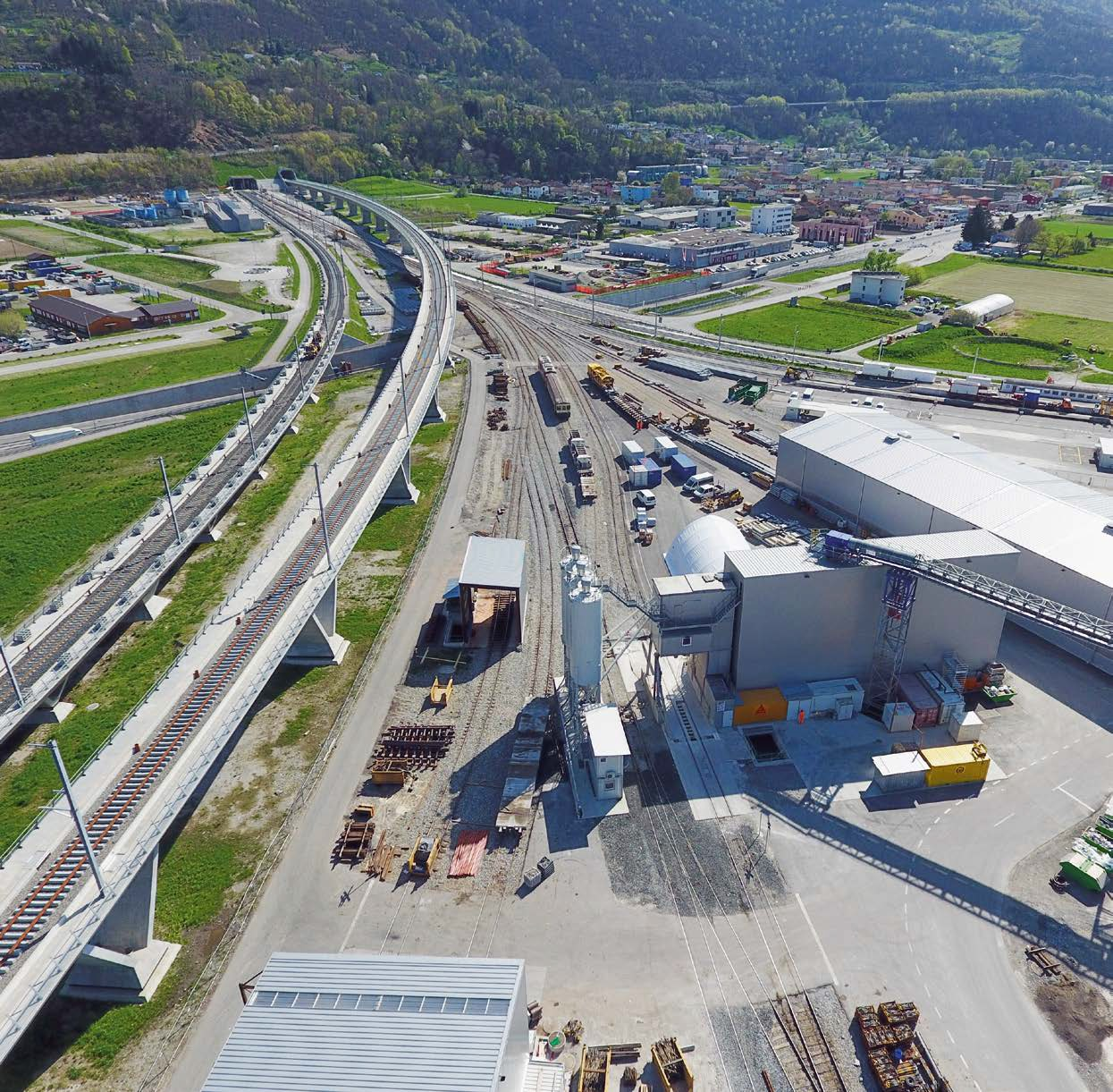
Noordelijke tunnelmond bij Camorino

De Ceneri-basistunnel is een spoorwegtunnel in het Zwitserse kanton Ticino. De 15,4 km lange tunnel vervangt sinds 2020 in het kader van het Neue Eisenbahn-Alpentransversale (NEAT) een deel van de 19e-eeuwse Gotthardspoorlijn. De basistunnel ligt onder de Monte Ceneri tussen de plaatsen Camorino in de Magadinovallei en Vezia bij Lugano. Op 4 september 2020 werd de Ceneri-basistunnel geopend en met de nieuwe dienstregeling van de Zwitserse spoorwegen op 13 december 2020 voor reguliere treindiensten in gebruik genomen.

## Geschiedenis
De Gotthardspoorlijn, die tussen 1872 en 1882 gebouwd is, begon halverwege de 20e eeuw zijn beperkingen te tonen. De vele scherpe bochten en lange lussen maken treinverkeer met de nu gebruikelijke snelheden onmogelijk op dit intensief gebruikte traject. Het traject rond Monte Ceneri gold als een van de belangrijkste obstakels. Het idee om hier laag in de berg een tunnel te bouwen ontstond in 1947.

## Bouw
De Bondsraad van Zwitserland besloot in 1999 tot de aanleg van de tunnel. Bij Sigirino ongeveer in het middel van de tunnel werd tussen 1997 en 2000 een 3,1 km lange verkenningstunnel gebouwd. Nadat de Kantonsraad en de Nationale Raad hun goedkeuringen gaven kwamen in juni 2004 de nodige financiële middelen beschikbaar voor de aanleg van de tunnel. Met de bouw van de twee enkelsporige tunnels werd in 2006 begonnen. In december 2007 is naast de verkenningstunnel begonnen met het boren van een grotere toegangstunnel. Hierdoor kon waardevolle informatie over de bodemgesteldheid worden verkregen. Aan het eind van deze verkenningstunnel sluit deze aan op de hoofdtunnel. Op deze aansluiting wordt een hulpstation gebouwd.
Op 17 maart 2015 maakte een tunnelboormachine om 12.00 uur de doorbraak in de westelijke tunnelbuis tussen Sigirino en Vezia. Op 30 maart 2015 om 17.00 uur volgde de doorbraak in de oostelijke tunnelbuis tussen Sigirino en Vezia. De doorbraken tussen Sigirino en Vigana dateren van 21 januari 2016 om 12.00 in de westelijke buis, en van 26 januari 2016 in de oostelijke buis. Daarmee was de volledige tunnel geboord. Tussen 2017 en 2018 werden de rails geplaatst. De tunnel werd officieel ingehuldigd op 4 september 2020. In oktober werd een reddingsoefening uitgevoerd in de tunnel.

## Gebruik
De Ceneri-basistunnel werd aangelegd als onderdeel van het Zwitserse AlpTransit-project, in combinatie met de aanleg van de Zimmerberg-basistunnel en de Gotthard-basistunnel. Door deze tunnels zal een nieuwe hogesnelheidstrein tussen Zürich en Milaan rijden. De reistijd zal met meer dan een uur worden verkort, waardoor de trein een aantrekkelijk alternatief voor zowel auto als vliegtuig zal zijn. Ook is de tunnel van meerwaarde voor het lokaal treinverkeer van de Treni Regionali Ticino Lombardia (TILO), door de snellere verbinding tussen Locarno en Lugano, met een reistijd voor de S-Bahnverbinding die van 50 minuten tot 22 minuten wordt gereduceerd, wat zich ook uit in een snellere verbinding tussen Bellinzona en Lugano.
Voor het goederenvervoer per spoor is de Ceneri-basistunnel een grote verbetering omdat de hellingspercentages van de nieuwe tunnel veel kleiner zijn dan van het oude traject. De transportcapaciteit verdubbelde.

## Bouwplaatsen van de Ceneri-basistunnel
- Noordelijke ingang Portal Vigana (Camorino) oostelijke tunnelbuis km 227,485 westelijke tunnelbuis km 227,512
- Zuidelijke ingang Portal Vezia oostelijke tunnelbuis km 242,960 westelijke tunnelbuis km 242,800, lengte beide tunnelbuizen 15,400